# Edvard Šoštarić
Edvard Šoštarić (Maribor, 1941. november 25. – 2011. szeptember 1.) jugoszláv-szlovén nemzetközi labdarúgó-játékvezető. Neve más források szerint Eduard Šoštarić vagy Egon Šoštarić.

## Pályafutása

### Nemzeti játékvezetés
Pályafutása során hazája legfelső szintű labdarúgó-bajnokságának játékvezetője lett. Az aktív nemzeti játékvezetéstől 1986-ban vonult vissza.

#### Nemzeti kupamérkőzések
Vezetett Kupa-döntők száma: 3.

##### Jugoszláv Kupa
A jugoszláv JB elismerve szakmai felkészültségét, több alkalommal is megbízta a Jugoszláv Kupadöntő találkozóinak koordinálásával.
| Időpont         | Helyszín                       | Mérkőzés típusa        | Mérkőzés                               | Eredmény | Nézők száma |
| --------------- | ------------------------------ | ---------------------- | -------------------------------------- | -------- | ----------- |
| 1980. május 24. | Crvena zvezda Stadion, Belgrád | második döntő mérkőzés | FK Crvena zvezda–GNK Dinamo Zagreb     | 1 : 1    | 50 128      |
| 1982. május 16. | Maksimir Stadion, Zágráb       | első mérkőzés döntő    | Dinamo Zagreb–FK Crvena zvezda Beograd | 2 : 2    | 50 000      |
| 1985. május 24. | Crvena zvezda Stadion, Belgrád | második mérkőzés döntő | Crvena zvezda Beograd–Dinamo Zagreb    | 1 : 1    | 51 428      |

### Nemzetközi játékvezetés
A Jugoszláv labdarúgó-szövetség Játékvezető Bizottsága (JB) terjesztette fel nemzetközi játékvezetőnek, a Nemzetközi Labdarúgó-szövetség (FIFA) 1979-től tartotta nyilván bírói keretében. Több nemzetek közötti válogatott és klubmérkőzést vezetett. A jugoszláv nemzetközi játékvezetők rangsorában, a világbajnokság-Európa-bajnokság sorrendjében többedmagával a 3. helyet foglalja el 6 találkozó szolgálatával. Az aktív nemzetközi játékvezetéstől 1986-ban búcsúzott.

#### Világbajnokság
A világbajnoki döntőhöz vezető úton Spanyolországba a XII., az 1982-es labdarúgó-világbajnokságra és Mexikóba a XIII., az 1986-os labdarúgó-világbajnokságra a FIFA JB bíróként alkalmazta.

##### 1982-es labdarúgó-világbajnokság

###### Selejtező mérkőzés
| Időpont           | Helyszín                     | Mérkőzés típusa           | Mérkőzés              | Eredmény | Nézők száma |
| ----------------- | ---------------------------- | ------------------------- | --------------------- | -------- | ----------- |
| 1981. május 13.   | Vasil Levski Stadion, Szófia | előselejtező (1. csoport) | Bulgária–Finnország   | 4 : 0    | 10 000      |
| 1981. október 31. | Népstadion, Budapest         | előselejtező (4. csoport) | Magyarország–Norvégia | 4 : 1    | 68 000      |

##### 1982-es labdarúgó-világbajnokság

###### Selejtező mérkőzés
| Időpont              | Helyszín               | Mérkőzés típusa           | Mérkőzés       | Eredmény | Nézők száma |
| -------------------- | ---------------------- | ------------------------- | -------------- | -------- | ----------- |
| 1984. szeptember 12. | Ullevaal Stadion, Oslo | előselejtező (6. csoport) | Norvégia–Svájc | 0 : 1    | 15 145      |

#### Európa-bajnokság

##### U21-es labdarúgó-Európa-bajnokság
Anglia rendezte a 3., az 1982-es U21-es labdarúgó-Európa-bajnokság döntő találkozóját, nem volt házigazdája a tornasorozatnak.
| Időpont           | Helyszín                        | Mérkőzés típusa | Mérkőzés           | Eredmény |
| ----------------- | ------------------------------- | --------------- | ------------------ | -------- |
| 1982. február 24. | Kijelölt Stadion, Spanyolország | nyolcaddöntő    | Spanyolország–NSZK | 1 : 0    |

Az európai-labdarúgó torna döntőjéhez vezető úton Franciaországba a VII., az 1984-es labdarúgó-Európa-bajnokságra az UEFA JB játékvezetőként foglalkoztatta.
| Időpont             | Helyszín                       | Mérkőzés típusa           | Mérkőzés                 | Eredmény | Nézők száma |
| ------------------- | ------------------------------ | ------------------------- | ------------------------ | -------- | ----------- |
| 1982. szeptember 8. | Augusztus 23 Stadion, Bukarest | előselejtező (5. csoport) | Románia–Svédország       | 2 : 0    | 50 000      |
| 1983. május 15.     | Népstadion, Budapest           | előselejtező (3. csoport) | Magyarország–Görögország | 2 : 3    | 12 500      |
| 1983. október 26.   | Olimpiai Stadion, Berlin       | előselejtező (6. csoport) | NSZK–Törökország         | 5 : 1    | 35 000      |

#### Olimpia
Az 1984. évi nyári olimpiai játékok labdarúgó tornájának végső szakaszán a FIFA JB bíróként alkalmazta.
| Időpont            | Helyszín                    | Mérkőzés típusa       | Mérkőzés             | Eredmény | Nézők száma |
| ------------------ | --------------------------- | --------------------- | -------------------- | -------- | ----------- |
| 1984. augusztus 1. | Rose Bowl Stadion, Pasadena | selejtező (C csoport) | Marokkó–Szaúd-Arábia | 1 : 0    | 36 909      |

## Magyar vonatkozás
| Időpont           | Helyszín             | Mérkőzés típusa              | Mérkőzés              | Eredmény | Nézők száma |
| ----------------- | -------------------- | ---------------------------- | --------------------- | -------- | ----------- |
| 1967. október 28. | Népstadion, Budapest | felkészülési (564. mérkőzés) | Magyarország–Ausztria | 2 – 3    | 50 000      |